# Dracognomus americanum
Dracognomus americanum is een rondwormensoort uit de familie van de Draconematidae. De wetenschappelijke naam van de soort is voor het eerst geldig gepubliceerd in 1986 door Decraemer & Gourbault.